# Лейк-Алпайн
Лейк-Алпайн (англ. Lake Alpine) — невключенная территория в округе Алпайн, штат Калифорния. Свой статус территория получила 19 января 1981 года. Высота центра населенного пункта — 2 252 м над уровнем моря.
Почтовое отделение Лейк-Алпайна функционировало в период с 1927 по 1972 годы.